# Concordia megye (Argentína)
Concordia egy megye Argentínában, Entre Ríos tartományban. A megye székhelye Concordia.

## Települések
Önkormányzatok és települések (Municipios)
- Concordia
- Estancia Grande
- La Criolla
- Los Charrúas
- Puerto Yeruá